# Lycium schweinfurthii
Lycium schweinfurthii ist eine Pflanzenart aus der Gattung der Bocksdorne (Lycium) in der Familie der Nachtschattengewächse (Solanaceae).

## Beschreibung
Lycium schweinfurthii ist ein 2 bis 3 m hoher, sparriger, stark dorniger Strauch. Seine Blätter sind verkehrtlanzettlich und werden 10 bis 50 mm lang und 2 bis 8 mm breit. Sie sind leicht sukkulent und unbehaart.
Die Blüten sind zwittrig und fünfzählig. Der Kelch ist glockenförmig und unbehaart. Die Kelchröhre wird 1 bis 1,5 mm lang und ist mit 0,4 bis 0,5 mm langen Kelchzipfeln besetzt. Die Krone ist breit halbkugelförmig und spreizend. Sie ist cremeweiß gefärbt und mit lila Kronlappen versehen. Die Kronröhre ist 11 bis 15 mm lang, die Kronlappen 2 bis 2,5 mm.
Die Frucht ist eine schwarze, kugelförmige bis manchmal eiförmige Beere. Sie misst 4 bis 5 mm im Durchmesser.

## Vorkommen
Die Art ist ein südmediterranes Florenelement und kommt in Algerien, Tunesien, Libyen, Ägypten, Israel, Zypern, in der Südägäis (Kreta, Karpathos-Inselgruppe, Rhodos), in Sizilien und auf Pantelleria vor.

## Systematik
Innerhalb der Bocksdorne (Lycium) wird die Art nach phylogenetischen Untersuchungen in eine Klade mit anderen altweltlichen Arten der Gattung gruppiert. Innerhalb dieser Klade ist die Art nahe verwandt mit den Arten Lycium acutifolium, Lycium eenii, Lycium shawii, Lycium bosciifolium, Lycium hirsutum und Lycium villosum. Die Art wird manchmal zu Lycium intricatum gestellt.

## Belege
- J.S. Miller und R.A. Levin: Lycium schweinfurthii. In: Project Lycieae
- Rachel A. Levin et al.: Evolutionary Relationships in Tribe Lycieae (Solanaceae). In: D. M. Spooner, L. Bohs, J. Giovannoni, R. G. Olmstead, D. Shibata (Hrsg.): Solanaceae VI: Genomics meets biodiversity. Proceedings of the Sixth International Solanaceae Conference. In: ISHS Acta Horticulturae. Band 745, Juni 2007, ISBN 978-90-6605-427-1, S. 225–239.